# Lijst van darkrides in Frankrijk
Lijst van (gedeeltelijke) darkrides als pretparkattractie in Frankrijk.
| Naam                                              | Locatie                  | Opening | Status              | Afbeelding |
| ------------------------------------------------- | ------------------------ | ------- | ------------------- | ---------- |
| Apiland                                           | parc du bocasse          |         |                     |            |
| Blanche-Neige et les Sept Nains                   | Disneyland Park          | 1992    |                     |            |
| Buzz Lightyear attracties                         | Disneyland Park          | 2006    |                     |            |
| It's a Small World                                | Disneyland Park          | 1992    |                     |            |
| La Jungle des Chikapas                            | La mer de sable          |         |                     |            |
| La mine d'or                                      | Fraispertuis City        | 1978    |                     |            |
| Transdémonium                                     | Parc Astérix             | 2003    | Gesloten sinds 2019 |            |
| Les mystères de l'ouest                           | OK Corral                |         |                     |            |
| Peter Pan's Flight                                | Disneyland Park          | 1992    |                     |            |
| Phantom Manor                                     | Disneyland Park          | 1992    |                     |            |
| Pinocchio's Daring Journey                        | Disneyland Park          | 1992    |                     |            |
| Pirates of the Caribbean                          | Disneyland Park          | 1992    |                     |            |
| Ratatouille: L’Aventure Totalement Toquée de Rémy | Walt Disney Studios Park | 2014    |                     |            |

Categorie · Afbeeldingen